# Wohnhaus Schnoor 1
Das Wohnhaus Schnoor 1 befindet sich in Bremen, Stadtteil Mitte im  Schnoorviertel, Schnoor 1 Ecke
Marterburg. Es entstand 1968 nach Plänen von Denkmalpfleger und Architekt Karl Dillschneider.
Das Gebäude steht seit 1973 unter Bremer Denkmalschutz.

## Geschichte
Die ursprüngliche Bevölkerung des Schnoors bestand überwiegend aus Flussfischern und Schiffern. In der Epoche des Klassizismus und des Historismus entstanden von um 1800 bis 1890 die meisten oft kleinen Gebäude. Im weiteren Verlauf wurde es zum Arme-Leute-Viertel, das in weiten Bereichen verfiel – vor allem nach dem Zweiten Weltkrieg.
1959 wurde von der Stadt ein Ortsstatut zum Schutz der erhaltenswerten Bausubstanz beschlossen. Die Häuser wurden dokumentiert und viele seit den 1970er Jahren unter Denkmalschutz gestellt. Ab den 1960er Jahren fanden mit Unterstützung der Stadt Sanierungen, Lückenschließungen und Umbauten im Schnoor statt.
Das zweigeschossige, zurückversetzte, verputzte, schmale Giebelhaus mit einem Satteldach, einer langen Traufseite zur Marterburg und einem Giebel zur Straße Hinter der Balge wurde 1968 gebaut. Die Giebelspitze ziert eine steinerne Bekrönung. Ein Vorgängerbau mit dem gleichen Grundriss musste abgerissen werden. Das Portal stammt aus dem 17. Jahrhundert. Zwei Wappen von um 1600 mit Inschrift befinden sich an einer Außenseite des Anbaus. Ein Feldstein auf der Vorfläche stammt aus der Bremer Stadtmauer von nach 1229, die unweit der Marterburg verlief.
In der Nachbarschaft am kleinen Vorplatz steht das Packhaus Schnoor 2, das mit diesem Haus verbunden ist. Von 2016 bis 2019 wurden die beiden Häuser mit der Schrifttafel Ausspann durch ein Künstlerhaus genutzt.
2021/22 wurde das Haus renoviert.
Der niederdeutsche Straßenname Schnoor (Snoor) bedeutet Schnur: Hier stehen die Häuser wie an einer Schnur aufgereiht. Der Name verweist jedoch auf das Schiffshandwerk und die Herstellung von Seilen und Tauen (= Schnur).